# Генуезька фортеця (Феодосія)
Генуезька фортеця — фортеця в місті Феодосія (Крим, Україна), побудована генуезцями в 14 столітті.
Розташована на березі Феодосійської затоки в південній частині міста, була цитаделлю середньовічної Кафи. Зараз залишки фортеці є історико-архітектурним заповідником.

## Історія
Цитадель зведена навколо Карантинного пагорба, на крутих в сторону моря схилах, що могли служити первинною перешкодою для ворога. Будівництво велося з 1340 по 1343 рік, повна добудова тривала ще протягом десяти років. Складена з вапняку на вапняному розчині з ретельною затертими швами. Спеціальних каменоломень Кафа не мала — будівельні матеріали для фортеці добувалися зазвичай в місцях виходу на поверхню скельних порід на схилах навколишніх гір або з дна моря.
Укріплення складалося з фортечних стін, посилених дванадцятьма баштами. Стіни досягали по висоті 11 м і 2 м завширшки. Досередини вели шість брам. Довжина стін цитаделі становила 718 м. Фортеця також мала декілька пристаней. Під фортечними стінами пролягав глибокий рів, наповнений водою. Це була не тільки оборонна споруда — канал також відсікав Кафу від схилів гір і відводив зливові стоки в море.
У цитаделі розміщувалися консульський палац, казначейство, резиденція латинського єпископа, будівля суду з балконом для оголошення консульських ухвал, контори для перевірки вагів, склади та магазини особливо цінних товарів — коштовних каменів, хутра, шовків.
В 19 столітті більшість споруд були розібрані. До наших днів збереглася південна (з двома баштами — святого Климента і Криско) і частина західної стіни цитаделі, а також пілони головних воріт. Загальна довжина збережених стін  — 469  м.

## Пам'ятки

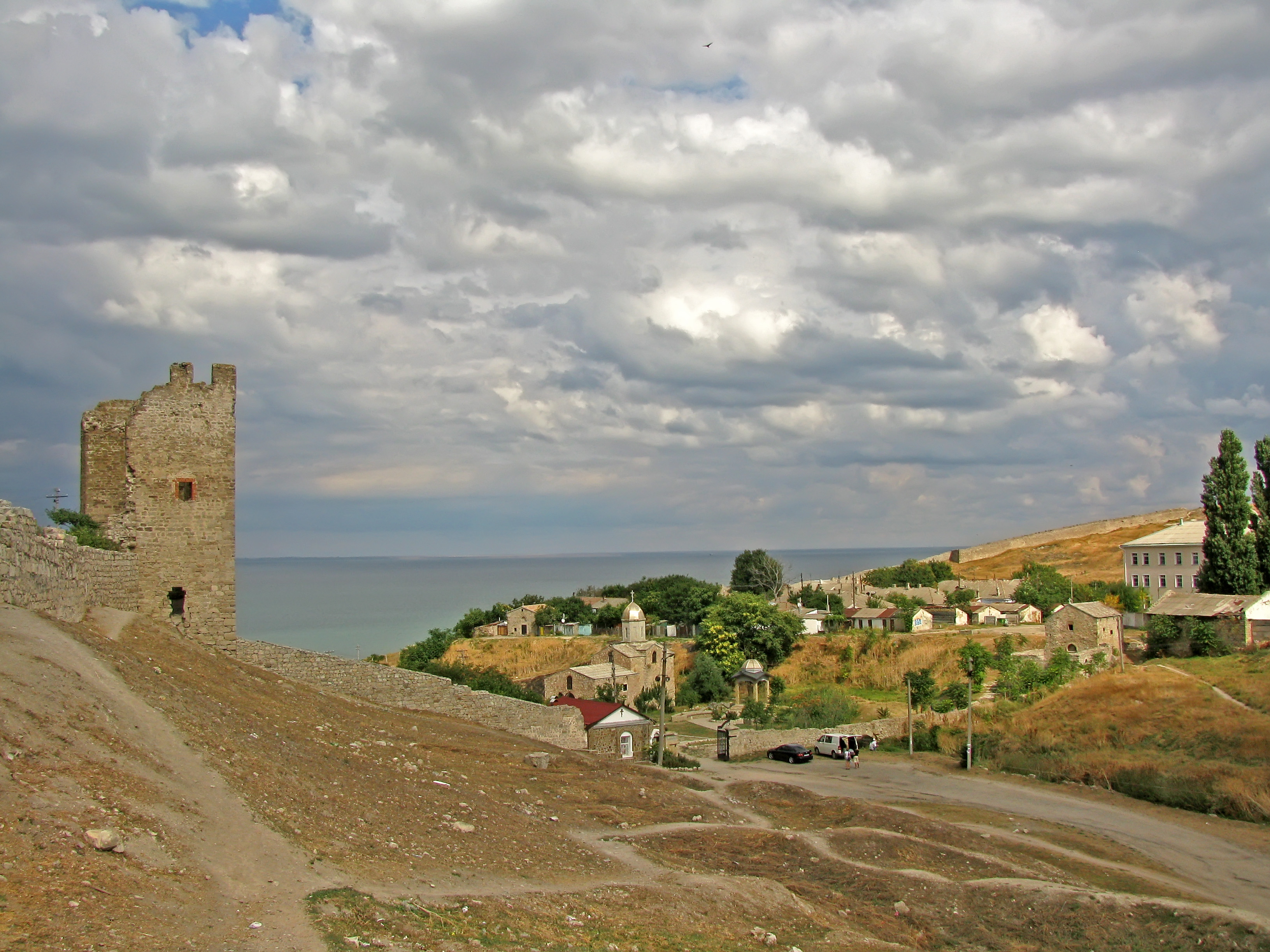
Генуезька фортеця (Карантин)

Згідно з реєстром пам'яток національного значення України, до комплексу генуезьких пам'яток Феодосії належать:
- Генуезька фортеця, південно-східна частина міста, охор. № 010055
- Башта Климента, 1348 рік, південно-східна частина міста, охор. № 010055/1
- Башта Криско, XIV століття, південно-східна частина міста, охор. № 010055/2
- Церква Івана Предтечі, 1348 рік, вул. Портова, 16а, охор. № 010055/3
- Церква св. Івана Богослова, XIV століття, південно-східна частина міста, охор. № 010055/4
- Церква Георгія, XIV століття, вул. Робоче містечко, 1а літ. «А», охор. № 010055/5
- Церква Стефана (Димитрія Солунського)[2], XIII—XIV століття, вул. Корабельна, 33в літ. «А», охор. № 010055/6
- Стіни фортеці, XIV століття, південно-східна частина міста, охор. № 010055/7
- Докова башта, XIV століття, південно-східна частина міста, охор. № 010055/8
- Турецька лазня, XV—XVI століття, південно-східна частина міста, охор. № 010055/9
- Міська фортеця, вул. Корабельна, вул. Мітридатська, бульв. Адміралтейський, охор. № 010056
- Стіни (мури) фортеці, XIV століття, вул. Корабельна, вул. Мітридатська, бульв. Адміралтейський, охор. № 010056/1
- Башта Костянтина, 1382—1448 роки, просп. Айвазовського, охор. № 010056/2
- Башта Хоми, 1373 рік, вул. Сейсмічна, гора Мітридат, охор. № 010056/3
- Башта Джіовані ді Скаффа, 1342 рік, вул. Робоча, 1/22, охор. № 010056/4
- Генуезький міст, XIV століття, вул. Леніна 34/1 — вул. Старокарантинна, 26, охор. № 010057
- Церква Сергія, XIV століття, ріг вул. Леніна та пров. Айвазовського, 2, пров. Морський, 2, охор. № 010058
- Церква Гаврила та Михайла, 1408 рік, вул. Тимірязєва, 11, охор. № 010059
- Церква св. Георгія, 1385 рік, вул. Нахімова, 32, охор. № 010060

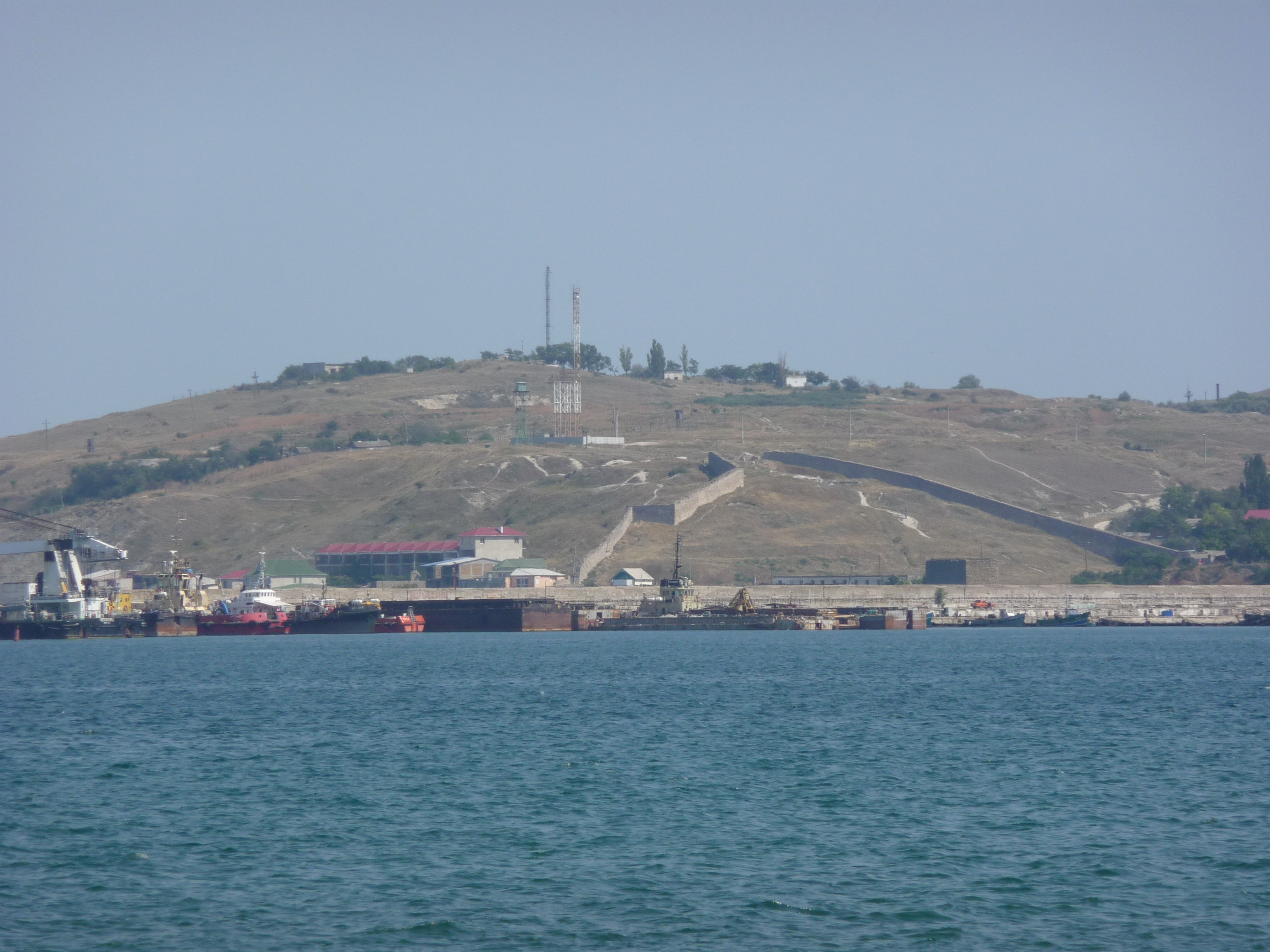
Пам'ятка архітектури національного значення «Стіни фортеці»

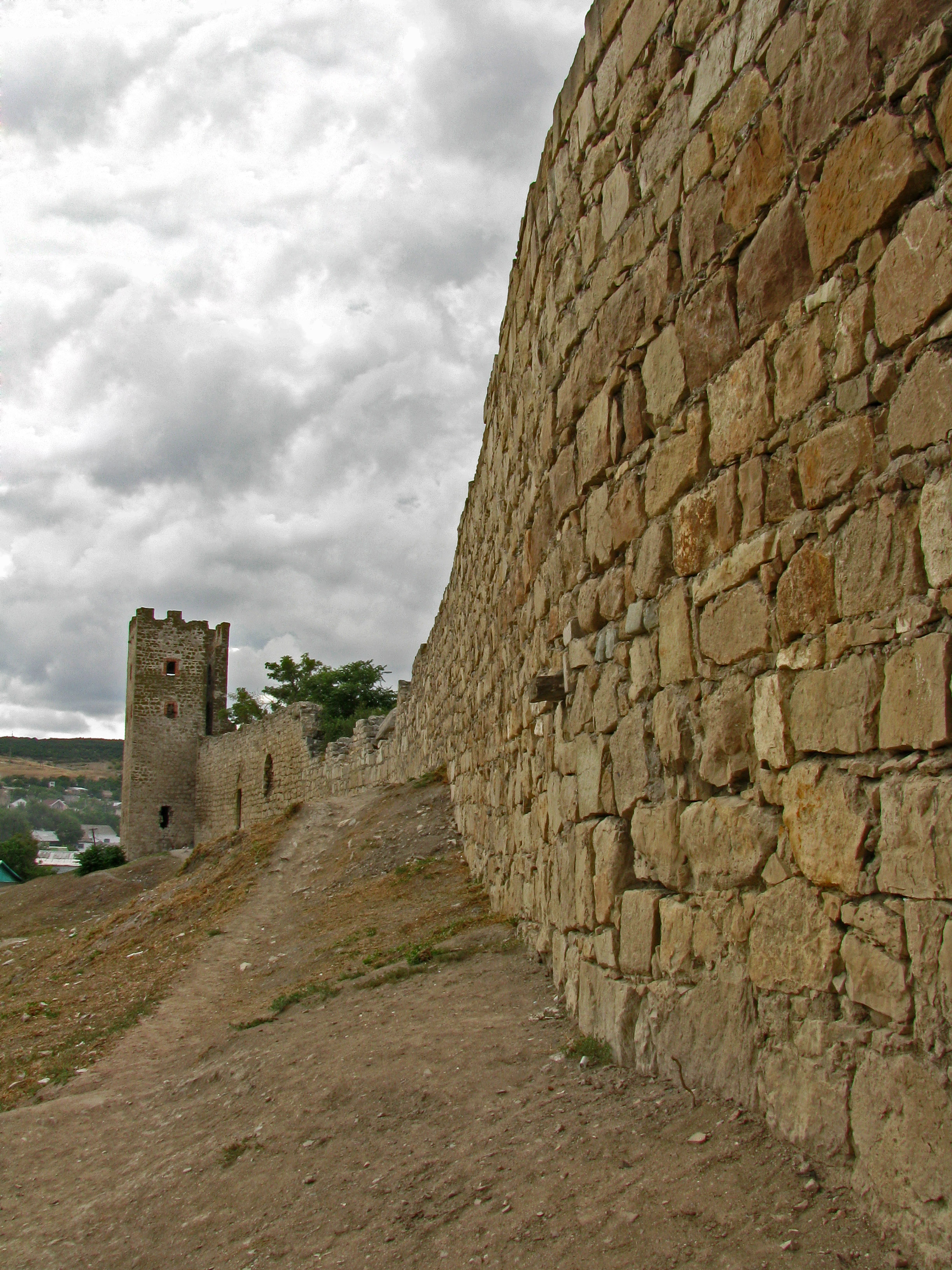
Пам'ятка архітектури національного значення «Мури фортеці»

Від башти Костянтина, що захищала крайній північний пункт міста, були зведені стіни у двох напрямках — на південь і на схід. Стіни, що проходили вздовж берега моря на схід, не збереглися. Вони були укріплені рядом веж, мали великі ворота, зображені на старовинних малюнках. Стіни, що йшли від башти дугою на південь, оперізуючи місто, піднімалися на гору Мітрідат. Тут збереглася тільки башта Хоми — крайній південний пункт оборони Кафи. Від вежі Хоми стіни йшли в бік цитаделі та на схід від неї, опускаючись до моря і з'єднуючись з Доковою вежею. Південніше цитаделі знаходяться руїни вежі Джіованні ді Скаффа, східніше — залишки фортечних стін і рову, кутової башти з бастіоном. На збереженій ділянці фортечних стін видно сліди кількох будівельних періодів, бійниці відсутні, місцями залишилися ознаки бойових майданчиків.